# Anahita
Anahita (avest. Aredvi Sura Anahita, perz. Nahid: „Venera“, Ahurani: „Ona koja pripada Ahuri“) je drevna indoiranska boginja vode, plodnosti i biljaka. Njen kult je bio najači u zapadnom Iranu i predstavljena je kao planeta Venera. Krase je epiteti neuprljanosti, čistoće i nevinosti. Iako je imala brojne seksualne avanture nazivana je „Vječna Djevica“, ali uz to je bila i boginja rata, ljubavi i plodnosti. Prema perzijskoj mitologiji Anahita je bezgrešna djevica i majka Mitre. Anahitu su štovali iranski narodi u doba Ahemenidskog Carstva, kasnije Grci i Rimljani, a prema svemu sudeći kršćani su ovaj kult kopirali pa su umjesto Anahite stavili Djevicu Mariju, odnosno umjesto Mitre Isusa Krista. Kangavar u zapadnom Iranu jedan je od najvažnijih Anahitinih hramova.

## Poveznice
- Zoroastrizam

## Vanjske poveznice
- Enciklopedija Mythica (Pantheon.org)